# Xavantina
Xavantina is een gemeente in de Braziliaanse deelstaat Santa Catarina. De gemeente telt 4.316 inwoners (schatting 2009).

## Aangrenzende gemeenten
De gemeente grenst aan Arvoredo, Faxinal dos Guedes, Ipumirim, Seara en Xanxerê.